# کارلوس کولوما نیکولاس
کارلوس کولوما نیکولاس (انگلیسی: Carlos Coloma Nicolás؛ زادهٔ ۲۸ سپتامبر ۱۹۸۱) دوچرخه‌سوار اهل اسپانیا است.
وی در مسابقات کشوری و بین‌المللی در مجموع برندهٔ ۱ مدال برنز شده‌است.